# De Heurne (Aalten)
Pour les articles homonymes, voir De Heurne.

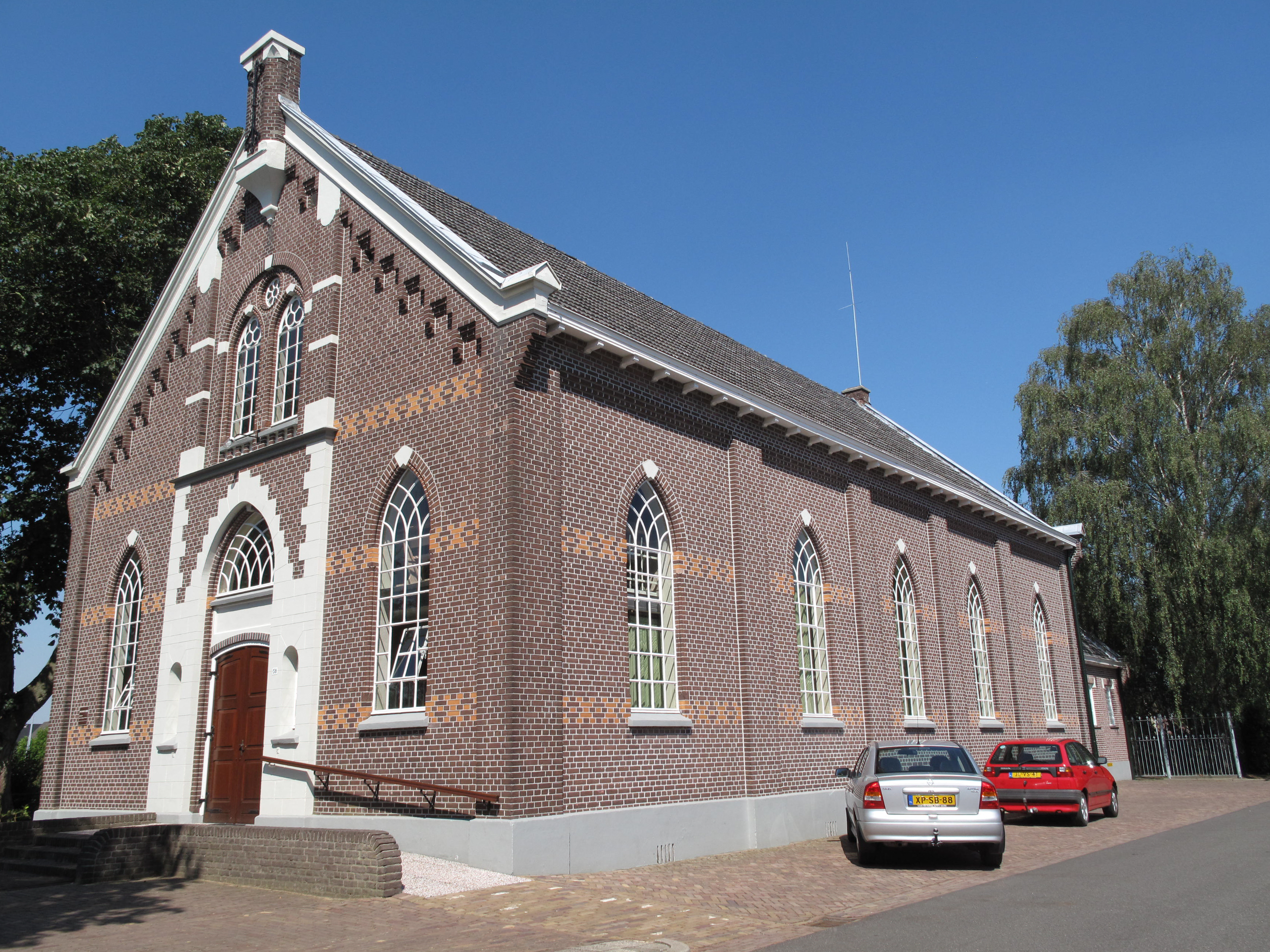
De Heurne, église : de Heurnse kerk

De Heurne est un village appartenant à la commune néerlandaise d'Aalten. En 2008, le village comptait 1 009 habitants.